# Морозівка (Хмельницький район)
Моро́зівка (до 1947 року - Лашки,також Лашки Лісові) —  село в Україні, у Миролюбненській сільській громаді Хмельницького району Хмельницької області. У 1923 - 2020 роках входило до Старокостянтинівського району Хмельницької області. Населення становить 451 осіб. До 2020 орган місцевого самоврядування— Миролюбненська сільська рада.

## Відомі люди
- Леон Вичулковський — польський художник